# Звездни каубои
„Звездни каубои“ (на английски: Space Cowboys) е американска приключенска драма от 2000 година на режисьора Клинт Истууд, който също е продуцент и изпълнител на главната роля. Във филма още участват Томи Лий Джоунс, Доналд Съдърланд и Джеймс Гарнър.

## Актьорски състав
| Актьор           | Роля                     |
| ---------------- | ------------------------ |
| Клинт Истууд     | Полковник Франсис Корвин |
| Тоби Стивънс     | Младия Франк             |
| Томи Лий Джоунс  | Полковник Уилям Хокинс   |
| Ели Крейг        | Младия Хоук              |
| Доналд Съдърланд | Капитан Джери О'Нийл     |
| Джон Малъри Ашър | Младия Джери             |
| Джеймс Гарнър    | Капитан Съливан          |
| Мат Макхолм      | Младия Танк              |
| Марша Гей Хардън | Сара Холанд              |
| Уилям Дивейн     | Юджийн Дейвис            |
| Лорън Дийн       | Итън Гланс               |
| Кортни Б. Ванс   | Роджър Хайнс             |
| Джеймс Кромуел   | Боб Гърсън               |
| Били Уорли       | Младия Боб               |
| Раде Шербеджия   | Генерал Востов           |
| Барбара Бабкок   | Барбара Корвин           |
| Блеър Браун      | Доктор Ан Карутърс       |
| Джей Лено        | Себе си                  |
| Джон Хам         | Младия пилот             |